# La città (saggio)
La città è un saggio di sociologia urbana scritto da Robert Park e altri nel 1925.
In tale saggio Park opera un'analisi della vita sociale in una grande metropoli e analizza le varie forme di interazione che si creano tra gli individui nella città.

## Contenuti
(Robert Park, La città)
La città è vista non come una semplice congerie di persone e di ordinamenti sociali, ma come un'istituzione. Park è influenzato dal sociologo e filosofo Georg Simmel nella sua visione della vita sociale come interazione, in un processo relazionale di elementi apparentemente contraddittori nel quale si uniscono conflitto e cooperazione. In tale saggio Park opera un'analisi della vita sociale in una grande metropoli e analizza le varie forme di interazione che si creano tra gli individui nella città. La forma di associazione più semplice ed elementare nell'organizzazione sociale è il vicinato, ossia un luogo che ha proprie tradizioni, una propria storia e dei propri sentimenti, tuttavia il vicinato nella città perde molte delle caratteristiche che aveva nelle comunità rurali, in quanto le nuove tecnologie e i moderni mezzi di trasporto hanno permesso agli individui di distribuire i propri interessi e di partecipare ad una serie di mondi diversi, distruggendo in tal modo l'intimità e la stabilità del vicinato.
Una caratteristica importante interna alla comunità urbana è, secondo Park, la mobilità, intesa non solo in base alla mobilità territoriale degli individui, ma anche in base al numero e alla varietà di stimoli a cui gli abitanti della città sono sottoposti. La mobilità quindi intesa anche in termini di comunicazione, infatti i moderni mezzi di comunicazione hanno trasformato l'organizzazione sociale e industriale della città moderna, modificando e trasformando le abitudini e i sentimenti degli individui. Nella città le relazioni faccia a faccia, ossia le relazioni primarie, importanti in quel gruppo primario teorizzato da Charles Horton Cooley, vengono sostituite dalle relazioni secondarie, indirette. Nelle grandi città dove la popolazione è instabile, le relazioni del gruppo primario si indeboliscono e l'ordine morale che poggiava su di esse viene progressivamente meno. In tale rottura dei legami primari, e nell'indebolimento dei freni inibitori, secondo Park, risiede l'aumento del vizio e della criminalità: infatti, nella città, la funzione del controllo sociale viene assolta per lo più dalla pubblicità. Nelle comunità caratterizzate dalle relazioni secondarie l'opinione pubblica diventa la fonte di controllo sociale; in tale comunità la moda tende a prendere il posto della tradizione ed è l'opinione pubblica che diventa la forza principale di controllo sociale, e gli strumenti per controllare l'opinione pubblica all'interno della città sono la stampa e le agenzie di ricerca.
Il giornale è lo strumento di comunicazione più importante nelle città, ed è sulle informazioni da esso fornite che poggia l'opinione pubblica; nelle città il giornale svolge la funzione che un tempo era svolta dal pettegolezzo di villaggio, anche se il giornale non può competere con il controllo esercitato dal pettegolezzo del villaggio, in quanto sono molte di più le informazioni che girano in un piccolo gruppo. Inoltre, i trasporti e la comunicazione hanno determinato quella che Park chiama mobilizzazione dell'individuo: questi moderni mezzi di comunicazione hanno permesso all'individuo di instaurare rapporti con i propri compagni, ma hanno dato a questi rapporti un carattere transitorio e instabile. In pratica, l'abitante della grande metropoli vive come quelle persone che abitano i grandi alberghi, incontrando altra gente ma senza che si realizzi una reciproca conoscenza; in tali situazioni lo status dell'individuo è determinato da simboli convenzionali e i rapporti tra gli individui sono regolati dal denaro.
La mobilità degli individui all'interno delle grandi città è resa ancora più facile anche dalla segregazione spaziale degli individui, che crea delle distanze morali che fanno della città un mosaico di mondi che si toccano ma che non penetrano mai l'uno nell'altro. La segregazione permette agli individui di spostarsi da un ambiente morale ad un altro molto facilmente e incoraggia l'esperimento di vivere molti mondi diversi, che sono sì contigui ma rigidamente separati.
Nella metropoli, inoltre, l'individuo trova l'ambiente morale in cui potersi esprimere e sentirsi a proprio agio, trova quel clima morale da cui trarre gli stimoli che portano le sue qualità innate a manifestarsi. Nella città è il delinquente, il subnormale, che ha la possibilità di sviluppare le proprie inclinazioni.
Inoltre, nella città individui con una moralità simile tendono a segregarsi in regioni morali, ossia aree della città in cui si incontrano individui con una simile moralità; esempi di regione morale sono i quartieri del vizio.